# Tayfur Havutçu
Tayfur Havutçu, né à Hanau (Allemagne), le 23 avril 1970, est un footballeur turc des années 1990 et 2000. Il est actuellement entraîneur adjoint de la Turquie.

## Biographie
En tant que milieu de terrain, Tayfur Havutçu fut international turc à 45 reprises (1994-2004) pour six buts inscrits. Il permit la qualification de la Turquie à l'Euro 2000, en inscrivant le but à l'extérieur contre l'Irlande lors des barrages. Lors de ce tournoi, il joua trois des quatre matchs de la Turquie, ne ratant que celui contre la Suède. La Turquie fut éliminée en quarts-de-finale. Il fit aussi la Coupe du monde de football de 2002. Il ne joua que trois matchs sur les sept, en tant que remplaçant (Chine, Japon et Corée du Sud). La Turquie termina troisième du tournoi, la meilleure performance de la sélection.
Né en Allemagne, il débuta avec le club allemand du SV Darmstadt 98, pendant la saison 1992-1993 en D2 allemande. Il termina dernier du championnat. De 1993 à 2006, il joua pour trois clubs turcs (Fenerbahçe SK, Kocaelispor et Beşiktaş JK). Il ne remporta rien avec le premier club ; avec le second, il remporta la coupe de Turquie en 1997 ; avec le dernier, il remporta une Türkcell Super Lig en 2003 et deux supercoupes de Turquie (1998 et 2000). 

## Clubs
- 1992-1993 :  SV Darmstadt 98
- 1993-1995 :  Fenerbahçe SK
- 1995-1997 :  Kocaelispor
- 1997-2006 :  Beşiktaş JK

## Palmarès
- Coupe du monde de football
  - Troisième en 2002
- Coupe de Turquie de football
  - Vainqueur en 1997
  - Finaliste en 1999 et en 2002
- Championnat de Turquie de football
  - Champion en 2003
  - Vice-champion en 1994, en 1999 et en 2000
- Supercoupe de Turquie de football
  - Vainqueur en 1998 et en 2000